# Меровех
Меровех (Меровиг) je легендарни краљ салијских Франака у периоду од око 447/448 до 457/458.
Упркос чињеници да неки историчари сумњају да ли је он заиста постојао, управо овом полулегендарном краљу каснија историја дугује име прве династије франачке државе - Меровинга.

## Биографија
Историјски извори не дају скоро никакве податке о Меровеху. О њему говори само неколико хроника – Фредегарова Хроника, „Књига историје Франака” и „Историја Франака” Григорија Турског.
Григорије Турски, хроничар који је живео најближе наведеном периоду, у свом делу Историја Франака, написаном у 6. веку, сасвим кратко помиње Меровеха: „Кажу да је краљ Меровех, који је имао сина Хилдерика. Види се да Григорије једноставно наводи чињеницу да су Меровех и Хлодион били из истог клана, не прецизирајући, међутим, да ли је Меровех био Хлодионов син.
Анонимни аутор Књиге историје Франака, који је живео у 8. веку, у основи понавља Григорија Турског, али истовремено напомиње да је Меровех директно следио Хлодиона и да му прва франачка династија дугује име: „На крају је Хлодион умро после 20-годишње владавине, а Меровеј, који је потицао из исте породице, преузео је државу. Према овом ефикасном краљу, краљеви Франка су добили име Меровинзи. Даље, он му, попут Григорија, приписује очинство од Хилдерика I: „Овај Меровех је зачео сина по имену Хилдерик, који је заузврат постао отац славног и храброг краља Кловиса.
О томе да је Меровеј, можда митска личност, говори легенда која је тврдила да је он био плод споја жене са морским чудовиштем. Ову легенду је у 7. веку забележио хроничар Фредегар: „Кажу да је једном у лето Хлодион боравио са својом женом на обали мора. У подне је његову жену, која је отишла да плива, запосело чудовиште Нептуна, слично кентауру. Од тог тренутка, или од звери, или од свог мужа, патила је и родила сина, који је добио име Меровеј. По његовом имену сви франачки краљеви су почели да се називају Меровинзима. По свој прилици, ова прича припада етимолошким легендама и представља покушај да се објасни назив „Меровех“. Савремени етимолози сугеришу да, највероватније, његово име значи латинизовани облик близак старогерманском имену Марвиг, што значи „Славан у борби“.
Меровејева владавина се поклопила са инвазијом Атилиних Хуна у Галију. 7. априла 451. године. У свом походу Хуни су поробили Мец, Трир, Келн, Ремс, Тонгер и Троа. Атилина војска се приближила Орлеану у центру Галије и, могуће, опседали га. Дана 14. јуна, у критичном тренутку, комбинована војска римског команданта Аеција и визиготског краља Теодорика пришла је Орлеану у помоћ. На страни римско-визиготске коалиције иступили су и Франци под командом свог краља. У овом сукобу који историчару помињу као Битка на Каталаунским пољима ниједан хроничар не помиње име овог краља.
Меровех је владао око 10 година, а после његове смрти наследио га је син Хилдерик I.